# Chakachatna River
Der Chakachatna River ist ein 79 Kilometer langer Fluss im Südwesten des US-Bundesstaats Alaska.

## Name
1929 gab der U.S. Geological Survey (USGS) dem Fluss den Tanaina-indianischen Namen.

## Flusslauf
Der Chakachatna River bildet den Abfluss des Kenibuna Lake. Er durchfließt im Anschluss den Chakachamna Lake. Der Chakachatna River strömt in der Folge anfangs in östlicher, später in südöstlicher und schließlich in südlicher Richtung. Auf den ersten Kilometern wird er im Norden von dem Vulkan Mount Spurr, der zu den Tordrillo Mountains gehört, flankiert. Im Süden erheben sich die Neacola Mountains. Von Norden wird der Fluss vom Barrier-Gletscher und vom Kidazqeni-Gletscher gespeist. Linksseitig mündet wenig später der gletschergespeiste Fluss Straight Creek in den Chakachatna River. Über den rechten Flussarm Noaukta Slough strömt ein Großteil des Flusswassers nach Südwesten direkt in den McArthur River. Ein weiterer Flussarm, der Middle River, zweigt nach links ab und fließt direkt in die Trading Bay. Das restliche Flusswasser erreicht über den eigentlichen Flusslauf den McArthur River fünf Kilometer oberhalb dessen Mündung in das Cook Inlet.

## Hydrologie
Am Pegel wenige Meter unterhalb des Chakachamna Lake beträgt der mittlere Abfluss 103 m³/s. Die höchsten Abflüsse treten gewöhnlich während der Gletscher- und Schneeschmelze in den Monaten Juli und August auf.

## Fischfauna
Der Chakachatna River bildet gemeinsam mit seinen Flussarmen einen wichtigen Laichplatz für Rotlachse. Des Weiteren laichen Silberlachse und in geringerem Maße Königslachse im Fluss. Speziell im Noaukta Slough finden Braun- und Schwarzbären während der Rückkehr der Lachse reichlich Nahrung.